# Lidia Șuleva
Lidia Santova Șuleva (bulgară Лидия Сантова Шулева) este un om politic bulgar, membru al Parlamentului European în perioada ianuarie - mai 2007 din partea Bulgariei.
1. 1 2  The International Who's Who of Women 2006[*] Verificați valoarea |titlelink= (ajutor)
2. 1 2  Strazha.bg
3. ↑  Strazha.bg, accesat în 10 ianuarie 2023
4. ↑  Deputații în Parlamentul European